# Iida
Iida (jap. 飯田市 Iida-shi) – miasto w środkowej części wyspy Honsiu w Japonii w prefekturze Nagano.

## Położenie
Miasto jest położone w południowej części prefektury Nagano nad rzeką Tenryū. Graniczy z:
- Shizuoką;
- Hamamatsu.

## Historia
Miasto powstało 1 kwietnia 1937 roku.

## Miasta partnerskie
- Francja: Charleville-Mézières